# Gibecq
Gibecq (en néerlandais: Gibeek, en picard Gibiecq) est une section de la ville belge d'Ath située en Wallonie picarde dans la province de Hainaut. C'était une commune à part entière avant la fusion des communes de 1977.

## Géographie

### Situation
- Au Nord: commune d'Ath (section de Ghislenghien).
- Au sud: commune de Brugelette (sections de Mévergnies et Gages).
- À l'Est: commune de Silly (sections d'Hellebecq, de Silly et Gondregnies).
- À l'Ouest: commune d'Ath (section de Meslin-l'Evêque).

### Hydrographie
- ruisseau de Buissenal, prenant sa source au bois du Sarrasin, affluent de la Sille, sous-affluent de la Dendre.
- rieu du Bois d'Hérimé, marquant la limite avec la commune de Brugelette (section de Mévergnies) à l'ouest.
- ruisseau des Boulkis, prenant sa source sur la colline d'Hurtebise et marquant ensuite la limite entre la commune de Silly (section d'Hellebecq) et celle d'Ath (section de Ghislenghien).

### Hameaux
- l'Alouette.
- le Stoki.
- les Bragues.
- l'Arcamp.
- les Marais.
- l'Hostée.

### Voies de communication
- la N57 (Lessines-Soignies-La Louvière-Binche) borde le territoire du village à l'Est.
- la ligne SNCB L94 (Bruxelles-Tournai) borde le territoire du village au Nord.
- la ligne TGV (Bruxelles-Paris) jouxte la ligne SNCB L94.

## Évolution démographique
- Sources : INS, Rem. : 1831 jusqu'en 1970 = recensements, 1976 = nombre d'habitants au 31 décembre.

## Patrimoine et culture

### Patrimoine architectural
- L'église Saint Pierre qui date de 1743.
- Les fermes d'Hurtebise, du Skip, du Grand et du Petit Stoki, Pierre Jacques, Saint Jacques, de l'Arcamp.